# 来奕军
来奕军（1970年代？—），浙江萧山人，中国人民解放军海军大校。

## 生平
1984年到1987年7月间，在萧山中学初中部学习。之后升入萧山中学高中部，1990年7月毕业。1990年7月，考入大连舰艇学院。曾任海军嘉兴舰副舰长、海军连云港号护卫舰舰长，东海舰队护卫舰第8大队大队长。曾荣获2010年度全军优秀指挥军官。2018年5月，担任山东号航空母舰舰长。